# Pie de la Cuesta (Oaxaca)

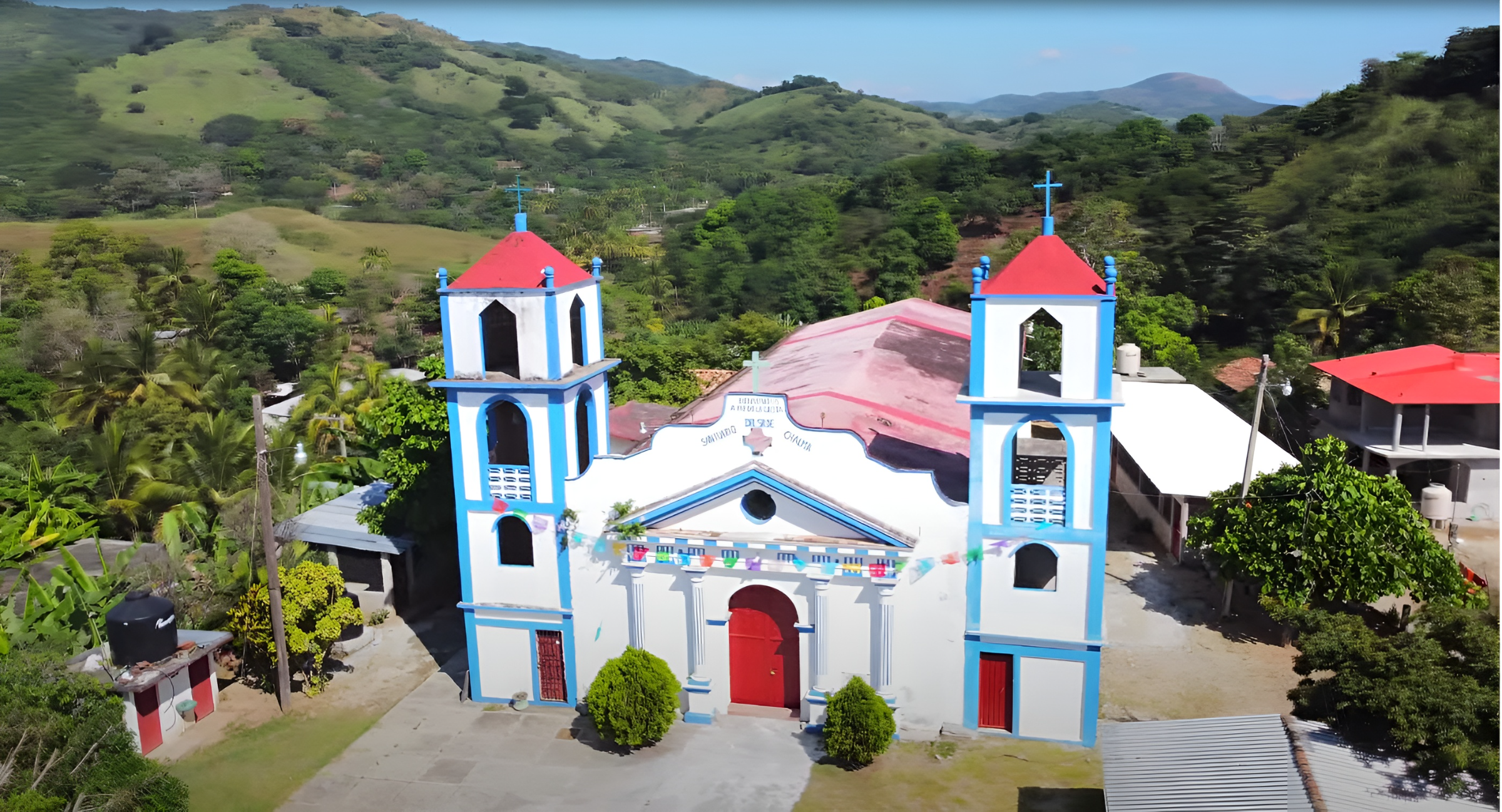

Pie de la Cuesta es un pueblo ubicado en la región de la Costa del estado de Oaxaca, México, en el sureste del país, a 300 km al sur de la capital Ciudad de México. Pie de la Cuesta forma parte del municipio de San Juan Cacahuatepec, el municipio 185 de los 570 del estado de Oaxaca. Tiene una población de 717 habitantes. La lengua hablada en esta localidad es el español.
El terreno alrededor de Pie de la Cuesta es montañoso.  El punto más alto cercano está a 729 metros sobre el nivel del mar, 2.0 km al norte de Pie de la Cuesta.  Alrededor de Pie de la Cuesta está poco poblado, con 35 habitantes por kilómetro cuadrado. La comunidad más cercana es San Juan Cacahuatepec, a 3.1 km al oeste de Pie de la Cuesta.

## Demografía
Pie de la Cuesta tiene 717 habitantes, de los que 376 son mujeres y 341 hombres. 431 de la población de la localidad son adultos y 92 son mayores de 60 años. Hay un total de 171 viviendas de tipo particular.

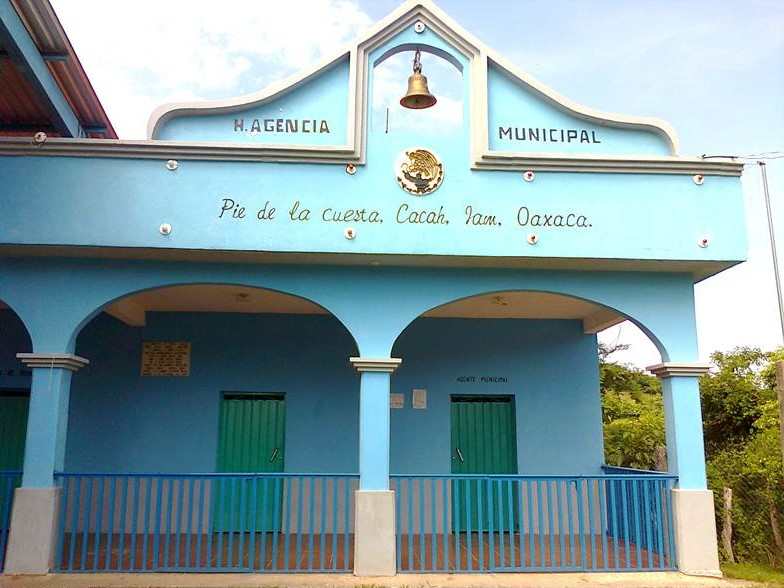

## Cultura
La población de Pie de la Cuesta es mayoritariamente cristiana católica. Se celebra la Navidad, Día de Muertos, Semana Santa, entre otras celebraciones.

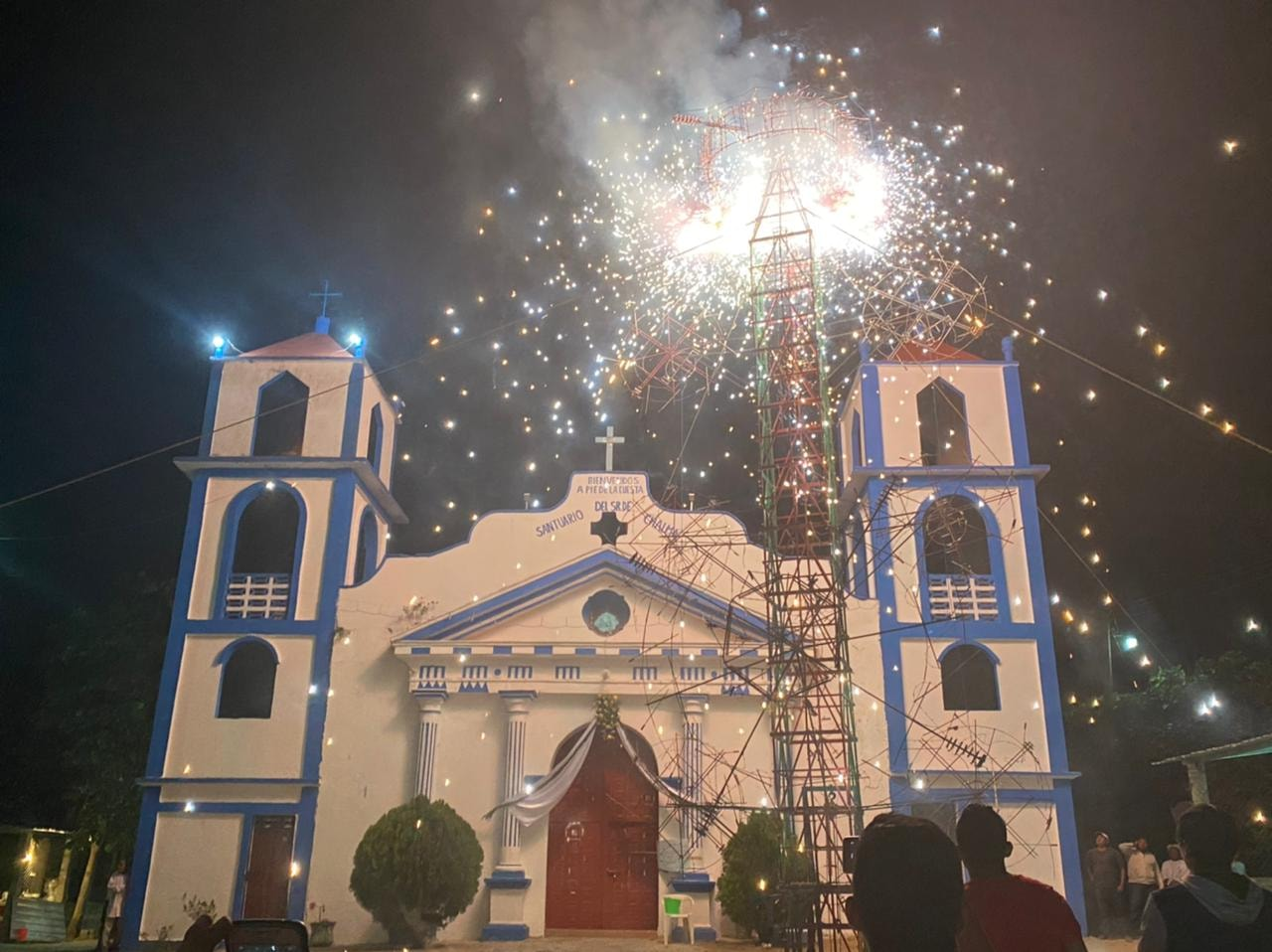

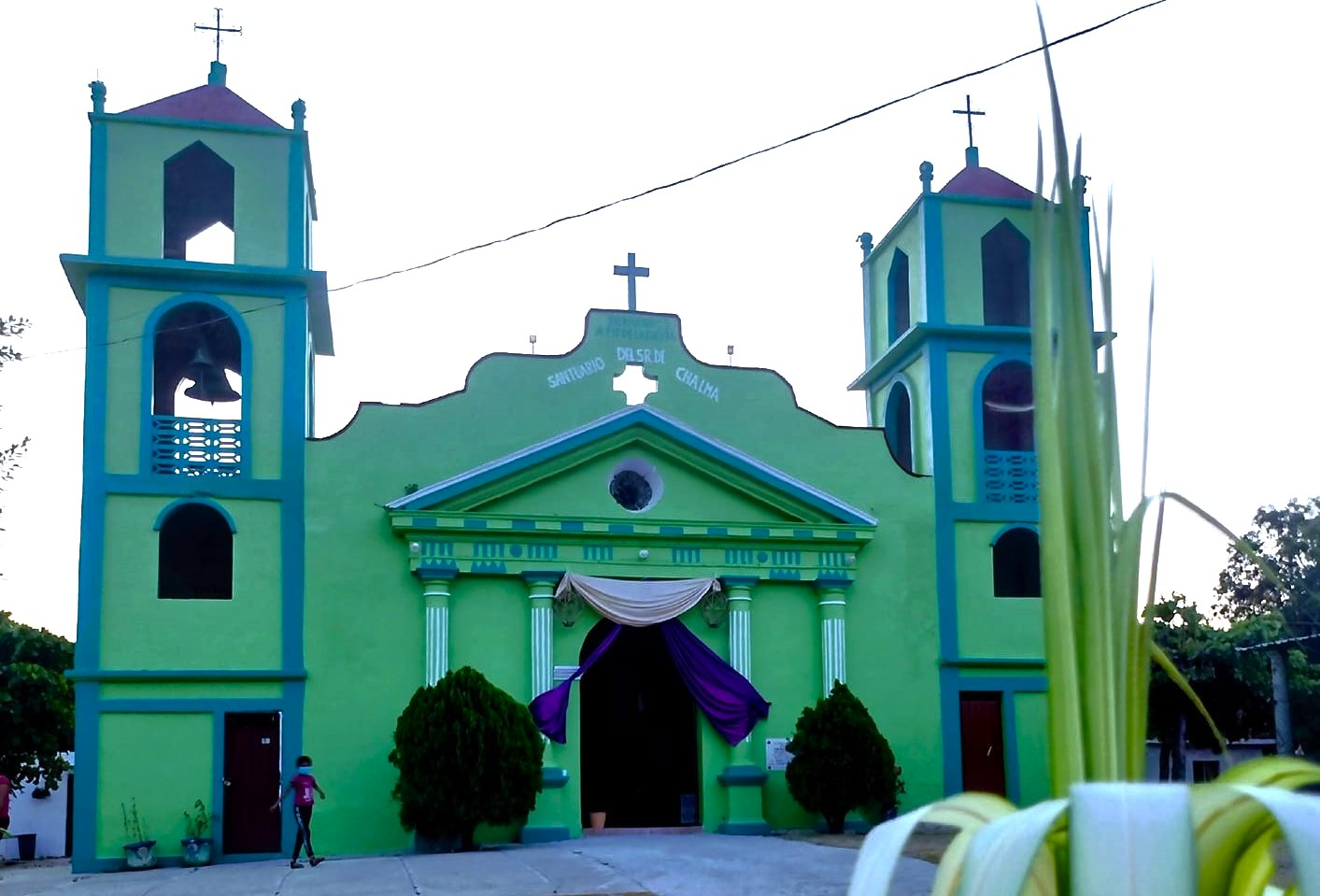